# Kaučič
Kaučič je 185. najbolj pogost priimek v Sloveniji, ki ga je po podatkih Statističnega urada Republike Slovenije na dan 31. decembra 2007 uporabljalo 953 oseb. Izvira iz poklicnega priimka Tkalec. Pogosteje se pojavlja zapis priimka v obliki Kavčič.

## Znani nosilci priimka
- Fridolin Kaučič (1860—1922), vojaški častnik, biograf, izumitelj in strokovni pisec
- Igor Kaučič (*1954), ustavni pravnik, univ. profesor
- Jakob Kaučič (kipar), rezbar in podobar (paraplegik)
- Jože Kaučič (*1941), novinar, literat
- Ksenija Kaučič, gledališka producentka?
- Majda Kaučič Baša (*1950), jezikoslovka, sociolingvistka
- Marjetka Golež Kaučič (*1959), folkloristka
- Matjaž Kaučič (*1948), zdravnik onkolog, kirurg
- Mihael Kaučič, župnik v Župniji Pišece
- Tatjana Kaučič (*1971), pianistka
- Venčeslav Kaučič (*1950), kemik, univ. profesor
- Zlatko Kaučič (*1953), glasbenik jazzovski tolkalist in skladatelj